# Vöröslábú címerespoloska
A vöröslábú címerespoloska (Pentatoma rufipes) a rovarok (Insecta) osztályának félfedelesszárnyúak (Hemiptera) rendjébe, ezen belül a poloskák (Heteroptera) alrendjébe és a címeres poloskák (Pentatomidae) családjába tartozó faj.

## Előfordulása
A vöröslábú címerespoloska elterjedési területe egész Európa, Kis-Ázsiáig és Szibériáig. Rendszeresen előforduló és gyakori rovar. Egyes években, ha nagy mennyiségben lép fel, károssá válhat, és a gyümölcsöket szívogatja.

## Megjelenése
A vöröslábú címerespoloska 12-16 milliméter hosszú, tipikus címerespoloska. Színe bronzbarna, a pajzs csúcsa és a lábak sárgásvörösek. Előháta elöl szárnyszerűen kiszélesedik és hegyes.

## Életmódja
Ez a címerespoloska-faj erdőszéleken, parkokban és kertekben lombos fákon és cserjéken él. Bár a vöröslábú címerespoloska a szívogatással kárt okoz, gyakran rabló életmódot is folytat: kis legyekre vadászik, továbbá apróbb testű élő vagy elpusztult rovarok testnedveit fogyasztja, vagyis vegyes táplálkozású.

## Szaporodása
Más címerespoloskáktól eltérően a lárva telel át, nem a teljesen kifejlődött állat. A lárvák sárga színűek, sötét foltosak. A lárvaállapot kora nyáron fejeződik be, s az állatok ivaréretté válnak. Párosodás után, augusztusban a nőstények a levelek felső oldalára rakják le petéiket.

## Képek

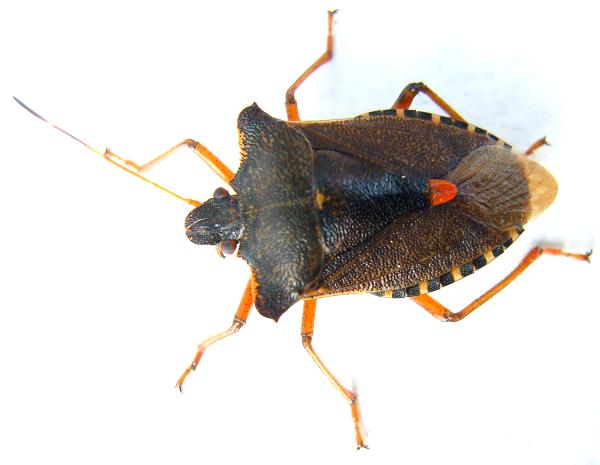
Imágók
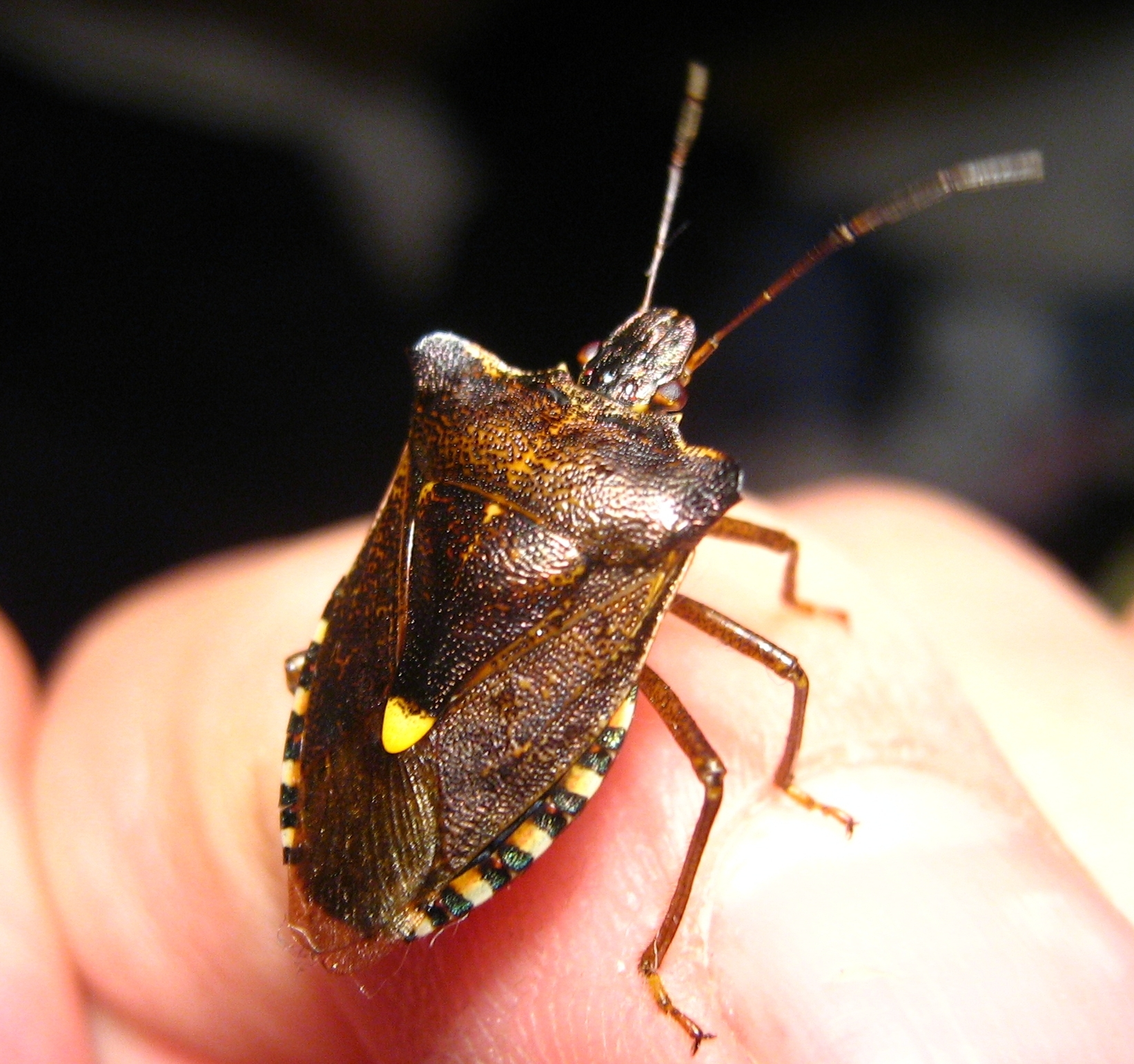
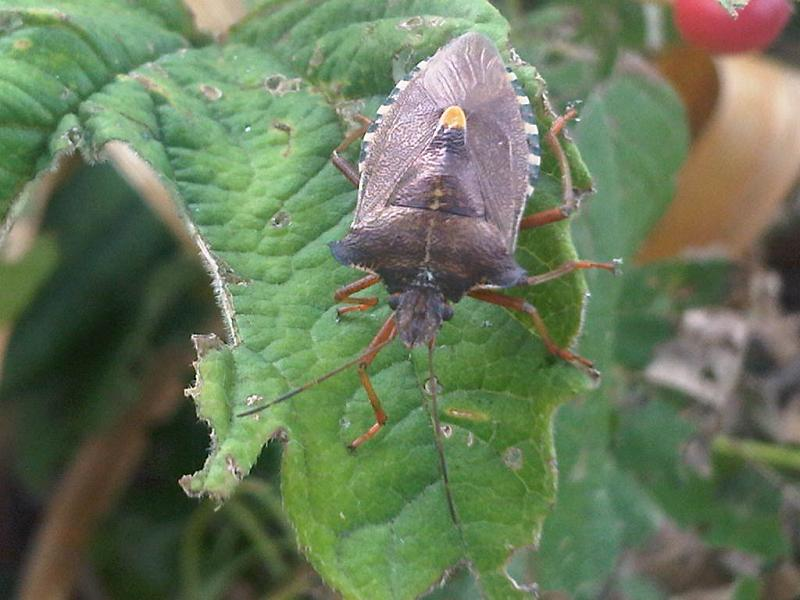
A háta,
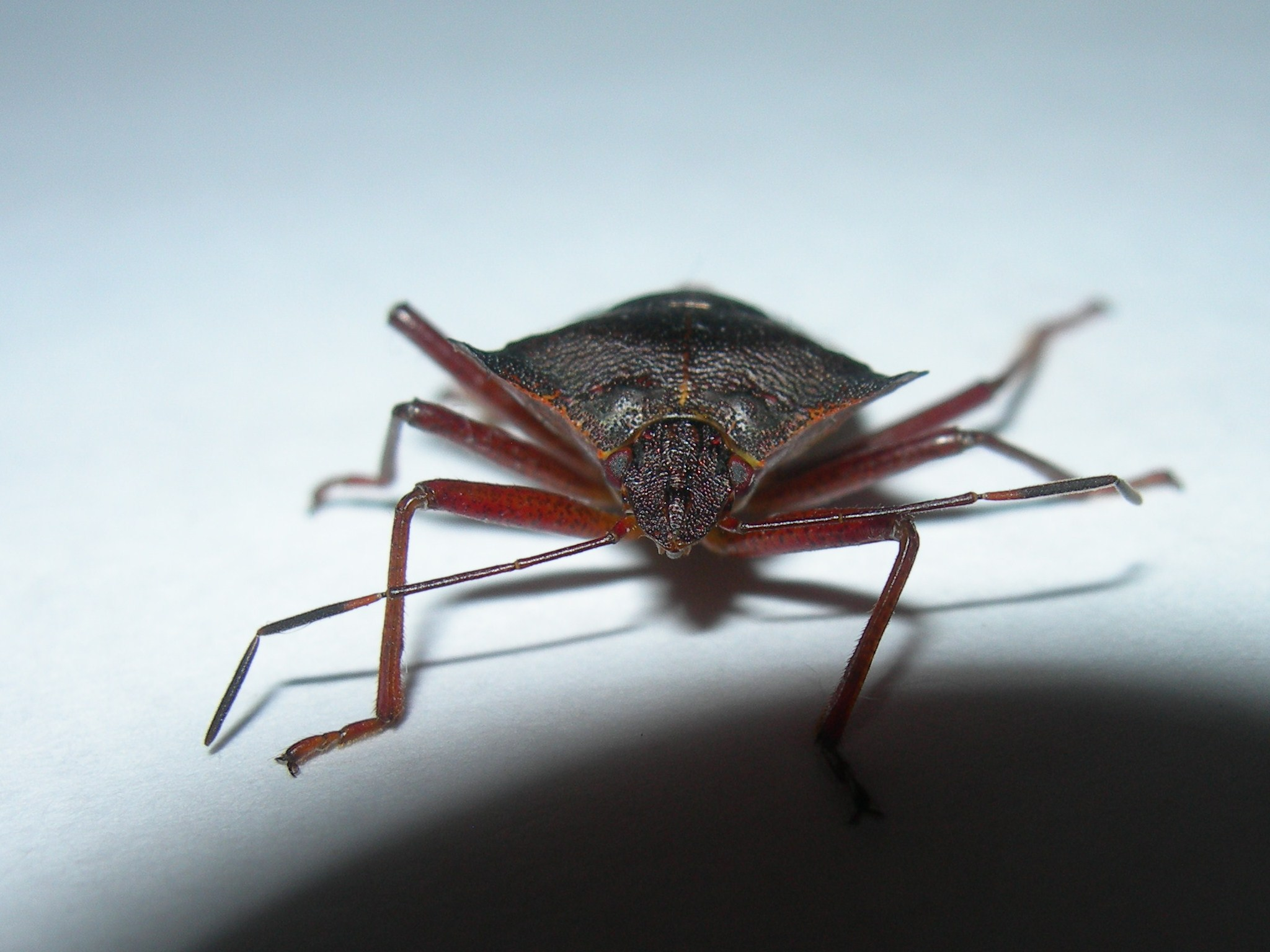
szemből és
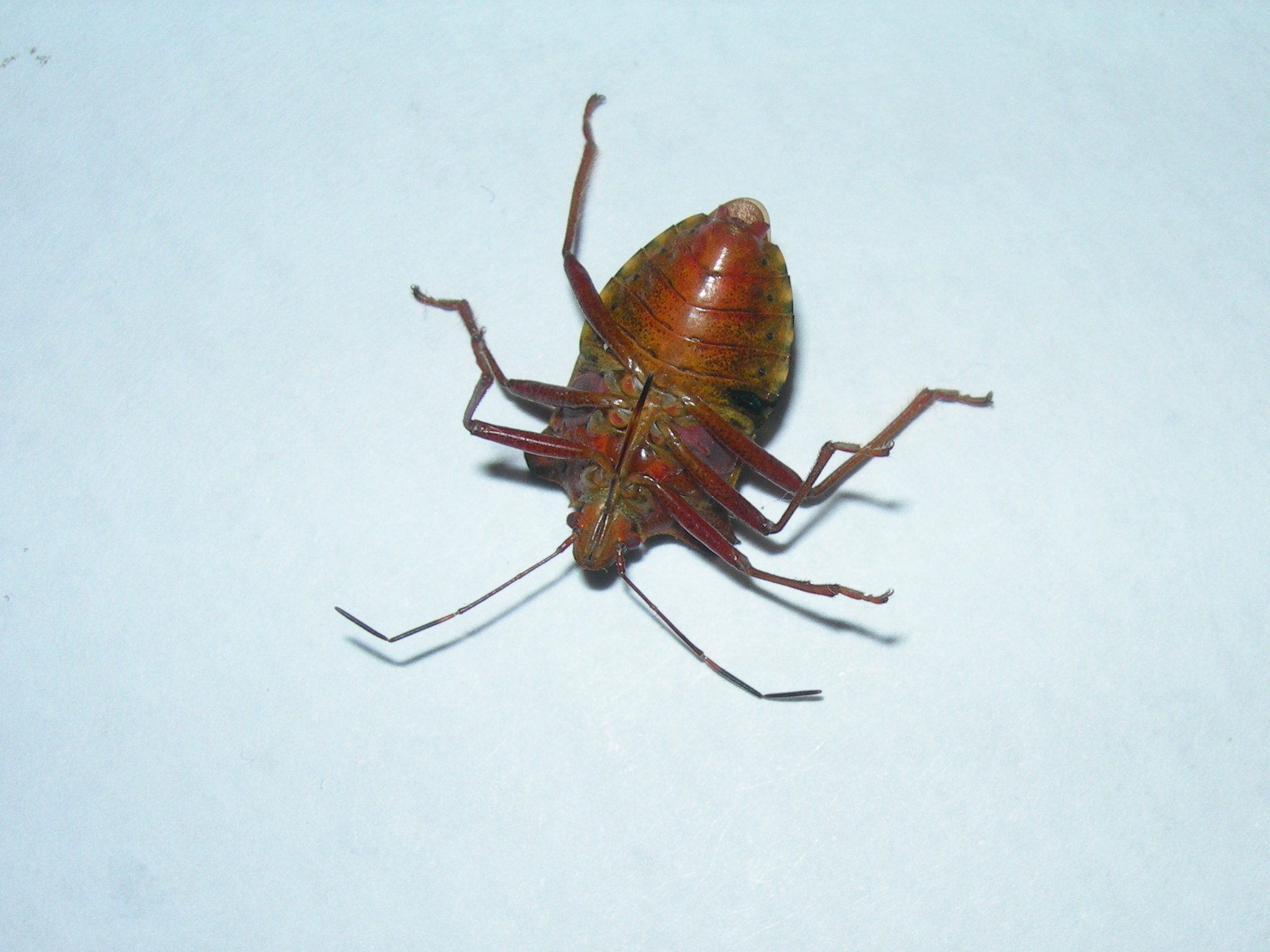
részben alulról
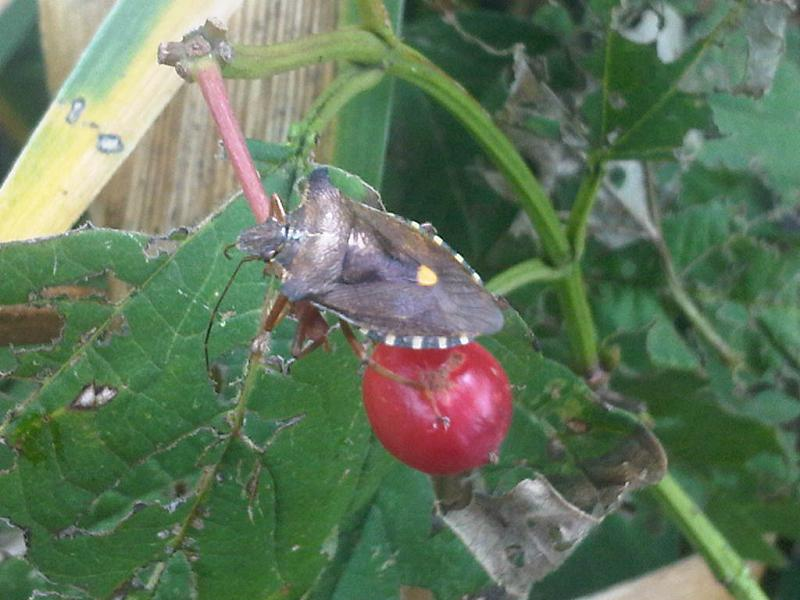
Táplálékkereséskor
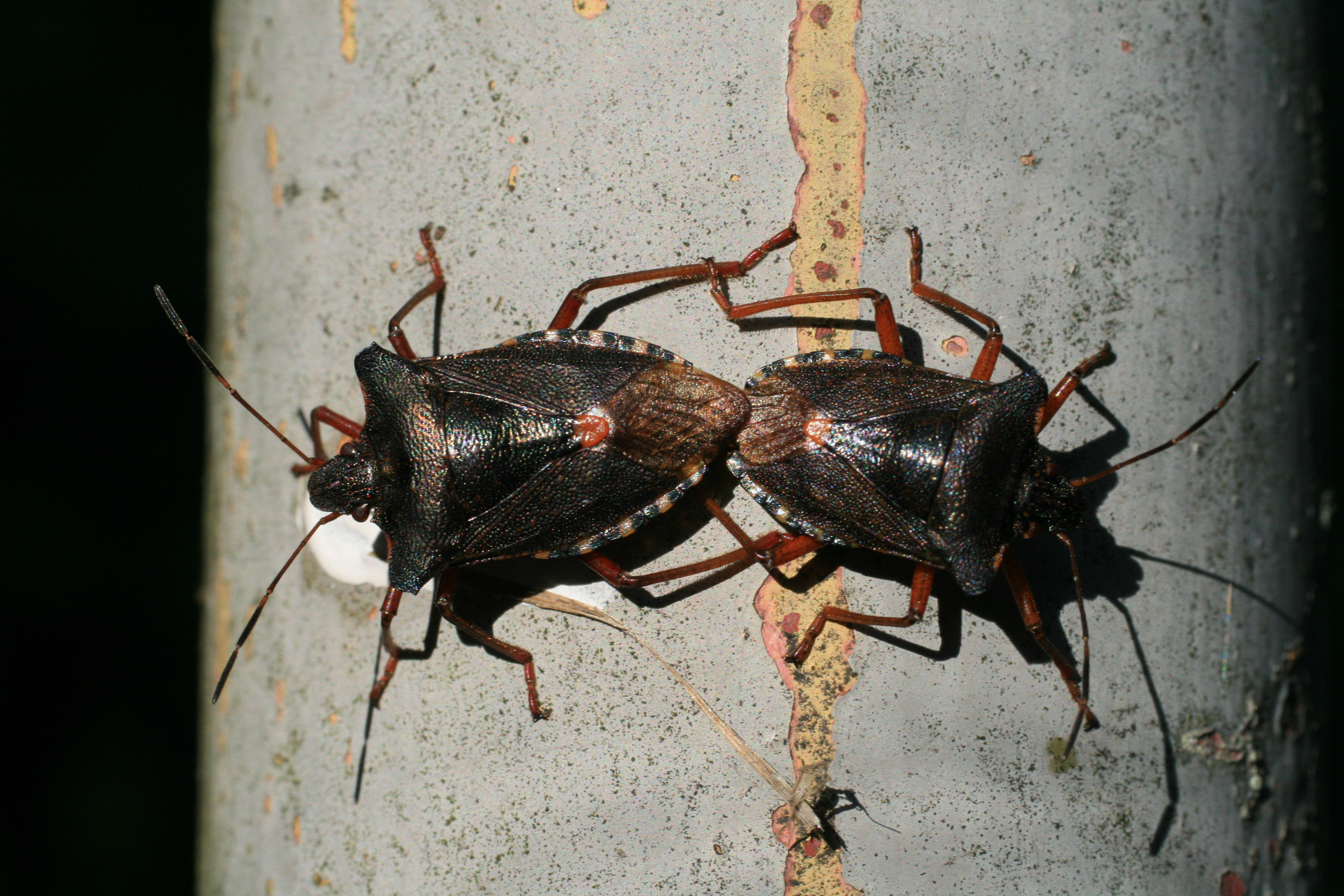
Párosodás közben
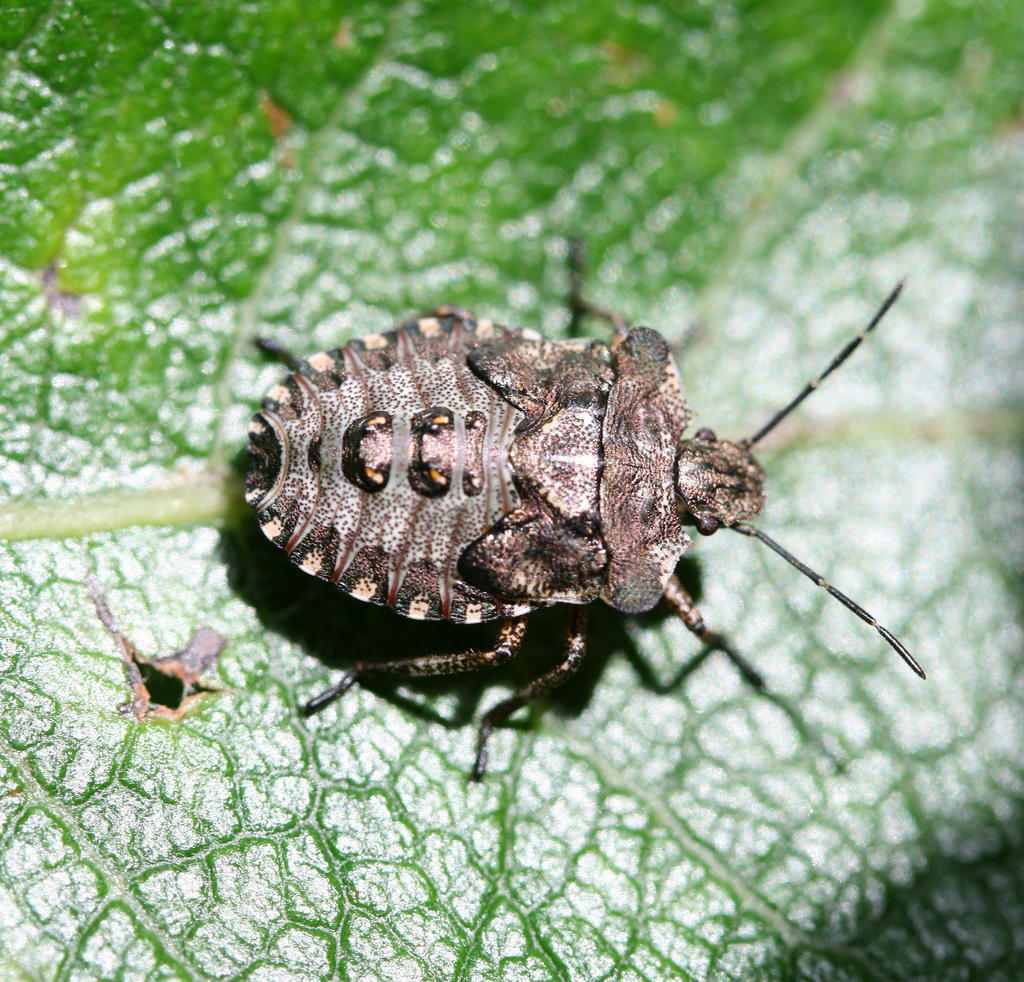
Nimfája